# Verborgen sapzweefvlieg
De verborgen sapzweefvlieg (Brachyopa dorsata) is een vliegensoort uit de familie van de zweefvliegen (Syrphidae). De wetenschappelijke naam van de soort is voor het eerst geldig gepubliceerd in 1837 door Zetterstedt.